# L'Aquila (stad)
L'Aquila is een stad in centraal Italië. Het is de regionale hoofdstad van Abruzzen en hoofdstad van de gelijknamige provincie L'Aquila. Tot de gemeente behoort de frazione San Vittorino.
L'Aquila betekent in het Italiaans 'de adelaar'; dit is ook te herkennen in het wapen van de stad. Hoewel de stad vanuit Rome per auto in minder dan twee uur is te bereiken, heeft zij geen grote invloed ondergaan van het buitenlandse toerisme. De muren die de stad omringen dateren uit de middeleeuwen. In L'Aquila is veel elektronicagerelateerde industrie gevestigd, en het rugbyteam van de stad is vaak landskampioen geworden.

## Geschiedenis
De stad werd in 1254 als 'Aquila' gesticht, met toestemming van Rooms-Duits koning Koenraad IV, koning van Sicilië uit het Huis Hohenstaufen. In 1861 werd het Aquila degli Abruzzi en L'Aquila in 1939.
In 1257 kreeg de stad een bisschopszetel, nadat de zetel van Forcona naar Aquila was verplaatst. Dit was een zet van paus Alexander IV om het keizerlijk huis Hohenstaufen van Koenraad IV een hak te zetten. In 1259 veroverde koning Manfred van Sicilië, een Hohenstaufer, de stad; hij strafte de stad met vernielingen omwille van de te grote pauselijke invloed. In 1266 leden de Hohenstaufen een zware nederlaag in de slag bij Benevento. De pausgezinde Welfen wonnen het pleit.
Na de stichting in 1254 groeide de stad alleszins snel uit tot een autonome middeleeuwse stad. Aquila werd de tweede stad van het koninkrijk Napels. Het was het meest noordelijke bolwerk van het koninkrijk Napels, en dit in de nabijheid van de Pauselijke Staat. In de 16e eeuw werd L'Aquila vernietigd door de Spanjaarden, die hier Spaans feodalisme vestigden. Hierna zou de stad zich nooit meer verder ontwikkelen. 
L'Aquila heeft door de eeuwen heen te leiden gehad van veel aardbevingen die de stad soms grotendeels verwoesten. In 2009 bracht een aardbeving met een kracht van 6,3 op de schaal van Richter, waarvan het epicentrum iets ten noorden van de stad lag, veel dodelijke slachtoffers en materiële schade met zich mee. Ook de dom van de stad raakte andermaal zwaar beschadigd.

## Bezienswaardigheden in en rondom L'Aquila
- Museo Nazionale d'Abruzzo gelegen in het Spaans fort of Forte Spagnolo
- De Rocca, een Spaans fort uit de 16e eeuw
- Romaanse basiliek van St. Maria van Collemaggio
- Basiliek van St. Bernardino
- Middeleeuwse Fontana delle 99 cannelle
- Fontana Luminosa (verlichte fontein)
- Romeinse ruïnes in de omgeving
- Amiternum, een Romeinse stad in de buurt, met het amfitheater van Amiternum
- Oude kloosters
- Kastelen, waaronder de Rocca Calascio, het hoogst gelegen kasteel van Italië (1.520 meter boven de zeespiegel) en een van de hoogst gelegen van Europa
- Ski-oorden in de omgeving
- Palazzo del Governo

## Bekende inwoners van L'Aquila

### Geboren
- Giacinto Dragonetti (1666-1730), bisschop
- Corrado Bafile (1903-2005), geestelijke en kardinaal
- Bruno Vespa (1944), journalist

### Overleden
- Bernardinus van Siena (1380-1444), franciscaanse monnik, missionaris en katholieke heilige
- Ondina Valla (1916-2006), atlete

## Galerij

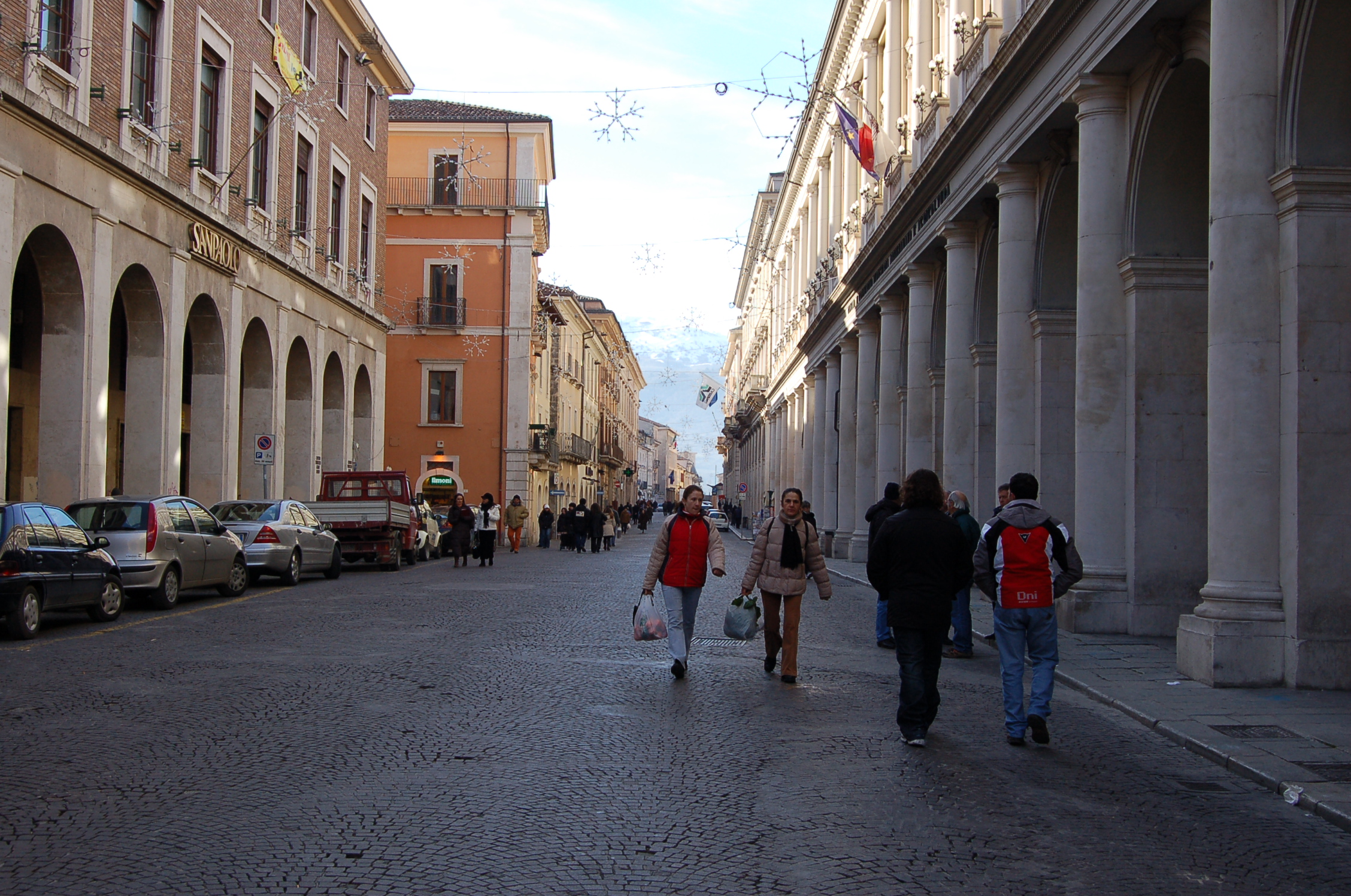
Centrum
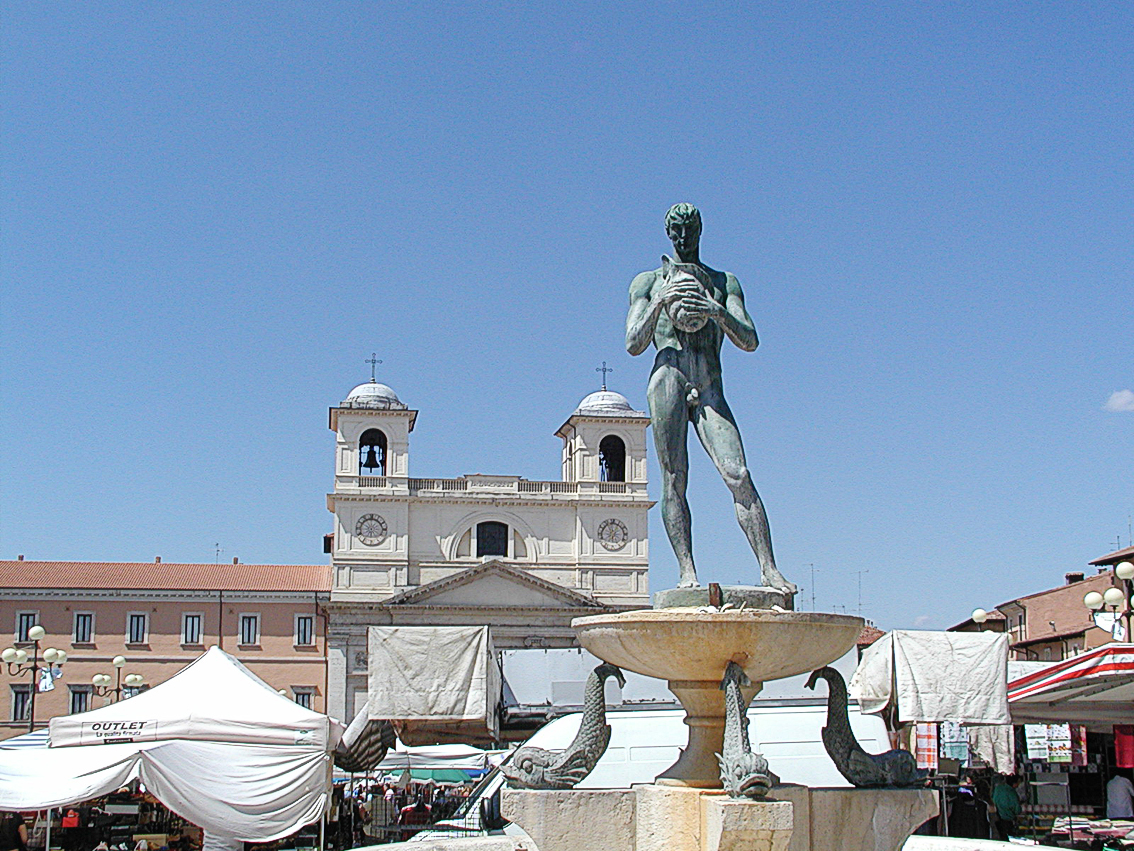
Santi Giorgio e Massimo (Dom) met Fontana Vecchia op het Domplein
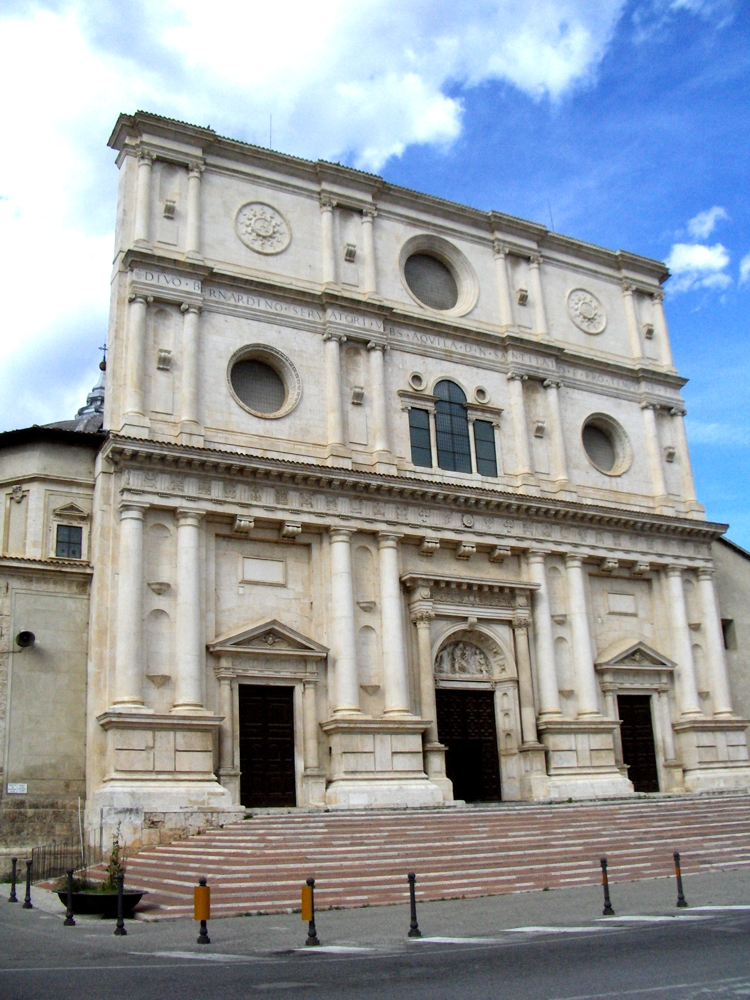
Basiliek van St. Bernardino
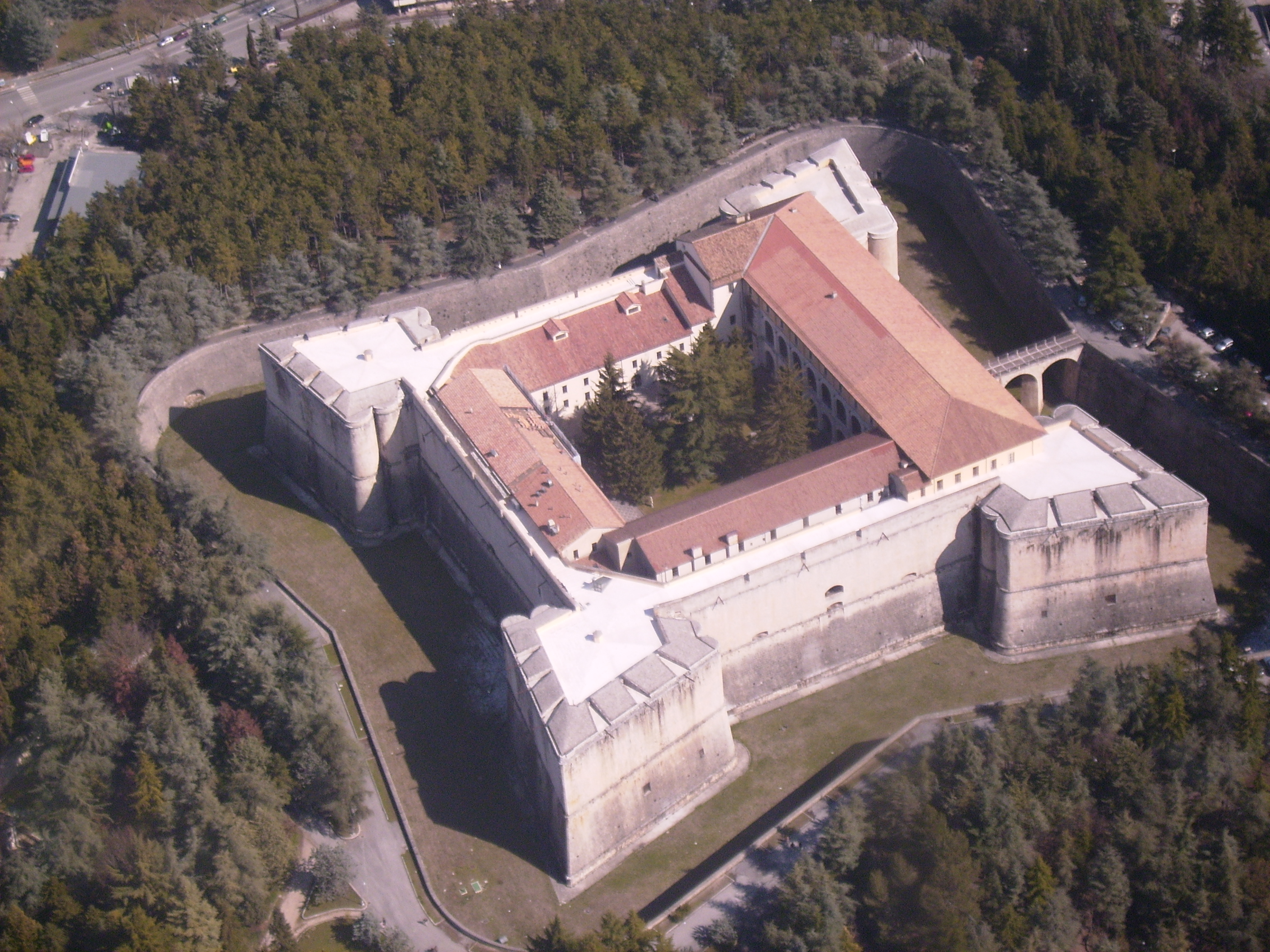
Forte Spagnolo